# 5-й Чернігівський корпус
5-й Чернігівський корпус — військове з'єднання в збройних силах Армії Української Народної Республіки (17-29 квітня 1918), Армії Української Держави (після 29 квітня 1918) під час Громадянської війни в Росії в Чернігівській губернії. Управління корпусу було управлінням військового округу і відповідно командир корпусу мав права командувача військ військового округу.

## Історія
Історія 17 квітня 1918 почалося формування 5-го Чернігівського корпусу з керуванням корпусу у м. Чернігові Чернігівської губернії. Одночасно в губернії формувалися органи військового управління військового округу. Територія округу відповідала території губернії. Адміністрація військового округу зобов'язана забезпечити проведення заходів, пов'язаних з підготовкою держави і збройних сил на випадок війни, організувати підготовку військ і штабів. Армія Української держави створювалася в Україні після приходу до влади 29 квітня 1918 гетьмана П. П. Скоропадського. Серед 8-ми корпусів був і 5-й корпус, зі штабом у м. Чернігові. Частини корпусу були «українізованими» частинами Революційної армії вільної Росії з колишнім офіцерським кадром.
24 липня 1918 Рада міністрів Української держав прийняла Закон "Про загальну військову повинність і затвердила «План організації армії», підготовлений Генеральним штабом. 8 корпусів, які складали кістяк армії, повинні були формуватися за територіальним принципом. 5-м корпусом повинен був стати Чернігівський.
Станом на осінь 1918 року, Корпус контролював наступні території. Повіти: Гомельський, Чернігівський, Городнянський, Остерський, Ніжинський, Козелецький, Прилуцький, Переяславський, Пирятинський, Новозибківський, Стародубський, Новгород-Сіверський, Сосницький, Кролевецький, Глухівський, Путивльський, Конотопський, Борзнянський, Суразький, Рильський.
Частини повітів: Рогачівського, Мглинського, Трубчевського, Сєвського, Димитрівського.

## Антигетьманське повстання
16 листопада 1918 почалося очолене Директорією УНР повстання проти гетьмана П. П. Скоропадського. Командування корпусу підтримало Гетьмана. Усі старшини, що згодилися воювати проти Директорії були зведені в охоронні сотні Чернігівської губернії. Командиром даного підрозділу став генеральний хорунжий Іван Даценко. Дійшовши до Києва та дізнавшись про те, що війська Директорії зайняли столицю загін склав зброю.
По зайнятті Директорією Чернігова генерал Олександр Дорошкевич був заарештований за звинуваченням у боротьбі проти Директорії. Начальником корпусу було призначено полковника Володимира Янченка.

## Склад корпусу
- 9-та піша дивізія
- 33-й (25-й) піший Чернігівський полк
- 34-й (26-й) піший Козелецький полк
- 35-й (27-й) піший Ніжинський полк
- 36-й піший Переяславський полк
- 10-та піша дивізія
- 37-й (28-й) піший Стародубський полк
- 38-й піший Глухівський полк
- 39-й (29-й) піший Борзнянський полк
- 40-й (30-й) піший Конотопський полк

## Командування
- генеральний значковий Олександр Дорошкевич (квітень-грудень 1918)
- полковник Володимир Янченко (грудень 1918 - березень 1919)

## Розформування корпусу
12 січня 1919 року рештки 5-го корпусу полишили Чернігів і відступили до Києва. Частина була розформована 8 березня 1919 року.